# Venø Kirke
Venø Kirke er kirken på øen Venø. Den er 12 m lang, Danmarks mindste af slagsen, og opført i kløvede kampesten og munkesten umiddelbart efter reformationen.
Kirken er siden blevet udvidet med et par meter mod vest. 1800 blev gulvet i koret og gangen udskiftet. 1863 blev kirkens våbenhus tilføjet. Samtidig blev den oprindelige indgang i syd tilmuret. Man valgte også at tilføje endnu et vindue i sydmuren. I 1951 udskiftede man kakkelovnen med elektriske varmeapparater, og der blev indlagt elektrisk lys. Det var i 1991, man genfandt kirkens kalkmalerier, der ellers havde været gemt bag hvidtekalken, man valgte at fremdrage dem, og det førte til en gennemgribende ændring af kirkerummet. Venø Kirke gennemgik i perioden 2016-18 en gennemgribende restaurering, ombygning og nyindretning ved arkitekt MAA Dan Ljungar. Muliggjort ved donationer fra Ny Carlsbergfondet og A.P. Møller og Hustru Chastine Mc-Kinney Møllers Fond til almene Formaal.
Kirkeklokken fra 1636 er i stedet ophængt i en niche i kirkens vestende. Den skulle efter sigende oprindelig stamme fra herregården Volstrup.
Altertavlen stammer fra 1882 og er malet af Carl Bloch. Det er en kopi af Anton Anton Dorphs maleri "Maria og Martha", der hænger i Sankt Stefans Kirke. i København. Originalen er malet 1874.
Døbefonten er formodentlig fra 1200-tallet og stammer derfor nok fra en anden kirke. Dåbsfadet er fra 1777. Prædikestolen er fra midten af 1600-tallet, mens altertavlen er fra 1882 og består af en kopi udført af Carl Bloch af et maleri af Anton Dorph. Originalen, Maria og Martha fra 1874, findes i Sankt Stefans Kirke i København. Fra en tidligere altertavle fra 1500-tallet er sidefløjene bevaret og ophængt i kirken. Malerierne på disse stammer dog fra 1700-tallet.
Kalkmalerierne fra 1884-1896 blev genfundet i 1991. De forestiller særegent en stoleværksfacade i renæssancestil. Mellem gavlene er der malet låger med staderbrugernes initialer og årstal.1884-1886.
Før kirken blev opført tog venøboerne til Gimsing Kirke og indtil 1750 blev kirken betjent af præsten i Hjerm-Gimsing Pastorat. I kirken findes der præstetavler over præsterne ved kirken siden 1750. Fra 1750 har Venø Kirkes præst haft til opgave at undervise øens børn, en ordning, som først blev ophævet i 2004, da Struer Kommune lukkede den lille skole.